# 宇宙空間での性交
宇宙空間での性交（うちゅうくうかんでのせいこう）、すなわち無重力状態での性交や受精、生殖における条件についての研究は、人類が将来長期にわたる宇宙空間での任務を遂行するにあたって必要不可欠なものとなっている。影響する問題として、概日リズムや放射線、孤独やそれに伴うストレス、そして微小重力環境下で行為におよぶ際の身体的な困難が挙げられる。

## 概要
宇宙空間の無重力における性行動の際、ニュートン力学における運動の第3法則（作用・反作用の法則）が大きな障壁となる。この法則によって、カップルがお互いに触れ合おうとすると、逆に彼らはお互いに反対方向に移動してしまう。そして、彼らがほかの物体（ただし彼らに接していないものに限る）の影響を受けない限り、その運動速度は変化しない。また、カップルが支えとなる他の物体に向かう際にも困難はあり、カップル同士と他の物体の間に相対的な合成速度がある際は、カップルと物体がそのまま衝突してしまう。
宇宙空間での性交に関する議論では、こうした行為中の問題だけでなく、その後の受精や出産を宇宙で行うことについての問題も提示されている。
NASAは月面基地を計画しており、場合によっては計画に際するミッションは長期化する可能性があるため、このトピックは生命科学の分野として重要な事項として扱われている。それでも、一部の研究者は、国も民間の宇宙機関もまだ宇宙空間での性活動について対処しうるだけの具体的な研究や解決策を見いだせていないと指摘している。コンコルディア大学のDubé Simonらによる2021年の研究では、NASAは宇宙での性活動についての研究をNASAの人間研究プログラム内に統合するべきだと提言がされている。

## 身体的問題
宇宙飛行中に身体に起こる変化は数多く発見されており、それらの中には性と生殖に影響を及ぼすものもあるのではないかとされている。こうした影響は、重力の変化、放射線、雑音や振動、概日リズムの変化、孤独やストレスといった複数要因の組み合わせで生じる。

### 微小重力
地球外での生殖活動にとって最も主要な変化は、重力の欠如である。地球上の生命はそのすべてが地球の重力加速度1Gのもとで繁殖し、個体発生のプロセスを行うよう進化してきた。宇宙環境が哺乳類の生殖と発達過程の重要な段階にどう影響するかを研究することは非常に重要となってくる 。
ラットで実施された研究では、通常重力下での胎児は正常に発達したが、微小重力下で育ったラットは自己修正能力に欠けていることが分かった。別の研究では微小重力下でのマウスの胚が調べられ、一度通常の重力下におかれたマウス胚は受精が微小重力環境下だったかにかかわらずみな健康に育ったが、微小重力下で受精させたマウスは受精率自体が低かった。そして現在、ライフサイクルの全過程において微小重力下で育ったマウス・ラットは未だ確認されていない。

### 2Suit

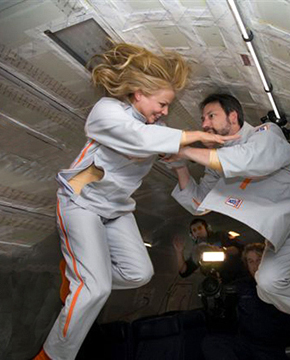
2008年9月13日にテレビ番組「ザ・ユニバース_〜宇宙の歴史〜」シリーズで行われた、微小重力環境下での2suitの試験

2suit （2-Suit、twosuitとも）は宇宙空間や低質量の天体表面などの無重力環境でも簡単に性交ができるように設計された衣服である。この飛行服はアメリカ人小説家で女優のヴァナ・ボンタによって開発され、2008年にアメリカのヒストリーチャンネルで放映されたドキュメンタリー番組「ザ・ユニバース_〜宇宙の歴史〜」のエピソード「Sex in Space」のテーマにもなった。この回の放送では、地球を離れた人類が行う生殖行為についての生物学的・感情的な意味合いについて取り上げられており、その主題の1つとして2suitが取り上げられた。
その後、2suitはたびたびライターに取り上げられている。

## 予定された試み

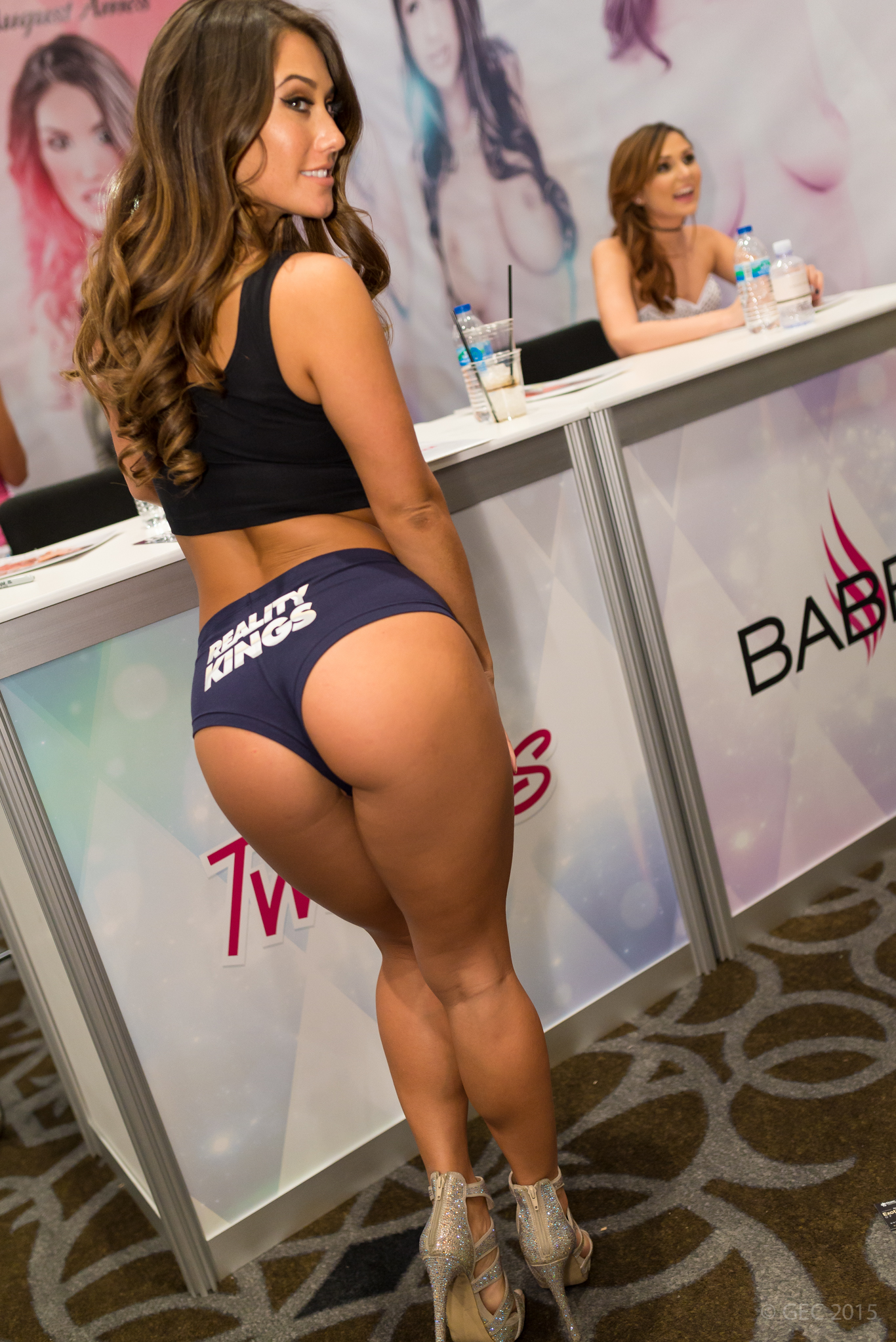
Pornhubの計画で宇宙で初めて性交するはずだったエヴァ・ロヴィア

2015年6月にPornhubは世界初の、宇宙でのポルノを撮影する計画「Sexploration」を発表した。同社は計画のための資金集めとして、60日間で340万ドルを集めることを目標にクラウドファンディングを行ったが、目標の7%足らずの236,086ドルしか集まらず、計画は頓挫した。計画ではもし資金が集まっていたら、キャストであるポルノ女優のエヴァ・ロヴィア、ポルノ男優のジョニー・シンズに加え6人のスタッフが6か月間の訓練ののち撮影を行い、2016年に作品が公開されていたとされている。同社は複数の民間宇宙飛行会社と交渉していたと主張しているが、その会社の名前を挙げることは「その会社に不必要なリスクがおよぶことを危惧して」拒否し続けている。
宇宙や天文学に関するニュースサイトSpace.comはPornhubのキャンペーンに関する記事中で、民間宇宙飛行会社のヴァージン・ギャラクティックが2008年に非公開の関係者から、100万ドルでスペースシップツーをセックスフィルムの撮影に使いたいとの申し出を受けるも拒否していたことを報じた。
ポルノ女優のココ・ブラウンは、2016年に弾道飛行で打ち上げられて無重力状態で短時間過ごすXCORエアロスペース社の宇宙船リンクスに副操縦士として搭乗することを目指し、パイロットの免許取得や資格認定の訓練を行った。順調にいけばブラウンは初めて宇宙に行ったポルノ女優となるはずだったが、XCOR社はリンクスを一度も打ち上げることないまま2017年に破産した。
なお、アダルトコンテンツ会社のプライベートメディアグループは、1999年に天王星実験という作品を発表している。撮影には技術的・運搬上の困難を極めるも、予算的制約のある中で一度だけ、無重力下での性交の撮影が実現した。作品の第二部で、地球の大気圏内（カーマン・ラインより低い高度）で放物線飛行を行う航空機内で発生させたわずかな無重力の状態下で20秒間だけ、シルヴィア・セイントとニック・ラングの行為が撮影された。

## 大衆文化における宇宙空間での性交
SF作家で未来学者のアイザック・アシモフは1973年に"Sex in a Spaceship"と題した記事の中で、宇宙の無重力環境下での性交がどのようなものになるかを推測し、微小重力下で性交をすることのいくつかの利点について考察した。SFではしばしば取り上げられるテーマであるが、アーサー・C・クラークは同年に発表した小説『宇宙のランデヴー』で自身が取り上げたのが最初であると主張している。
映像作品で実際の無重力環境でラブシーンを撮影することは前述のように困難であるが、地上の通常のスタジオで撮影するセックスシーンをあたかも無重力下で撮影したかのように工夫して演出することが行われている。1979年公開のジェームズ・ボンドシリーズ11作目・ムーンレイカーではワイヤーで宙吊りになった俳優がラブシーンを演じ、1984年に公開された日本映画『さよならジュピター』では撮影後の映像処理で無重力環境下という設定でのセックスシーンが描かれた。
2006年7月23日に、宇宙フロンティア財団の年次会議で宇宙空間での性交についてのパネルが開催された。登壇した科学ジャーナリストで作家のローラ・ウッドマンシーは自身の著書『Sex in Space』について発表した。アメリカ・テキサス州ヒューストンにあるNASAジョンソン宇宙センターにおいて新しい航空宇宙医学の研修プログラムの一期生である卒業生のジム・ローガンと、2Suit発明者のヴァナ・ボンタがウッドマンシーの著作でインタビューに応じた。発表では、地球を出た人類が宇宙環境で直面する生物学的・感情的・身体的な問題について語られた。NBCの科学ジャーナリスト、アラン・ボイルはこのパネルの中で、それまでタブーとされてきたこのトピックについての世界的な議論が始まったと報告した。
2008年にヒストリーチャンネルで放映されたザ・ユニバース中のエピソード"Sex in Space"では、2suitの紹介のほかにもこのテーマについて深く掘り下げ、このエピソードは世界中で多国語に吹き替えられて放映され、それまではタブーとして避けられていたこのトピックについて世界的な議論を呼び起こした。
宇宙空間における性交というテーマから、人類の長期的な生存・ほかの惑星への植民・宇宙探査が人類のためのものになった理由などの議論につながっており、このトピックからインスピレーションを受けた歌も生まれている。